# Hermann Martin
Hermann Martin (ur. 8 kwietnia 1869, zm. 4 stycznia 1917) – francuski strzelec, medalista Olimpiady Letniej 1906.
Wziął udział w 9 konkurencjach podczas Olimpiady Letniej 1906. Jedyny medal zdobył w rewolwerze wojskowym z 20 m (Gras 1873–1874), w którym zajął 3. miejsce. Lepsi od niego okazali się wyłącznie jego rodacy: Jean Fouconnier i Raoul de Boigne.

## Wyniki

### Olimpiada Letnia 1906
| Igrzyska   | Konkurencja                                                  | Wynik    | Miejsce | Źródło |
| ---------- | ------------------------------------------------------------ | -------- | ------- | ------ |
| Ateny 1906 | Karabin dowolny, dowolna postawa, 300 m                      | 199 pkt. | 19      | [ 3 ]  |
| Ateny 1906 | Karabin wojskowy, klęcząc lub stojąc, 300 m                  | 184 pkt. | 22      | [ 4 ]  |
| Ateny 1906 | Karabin wojskowy, klęcząc lub stojąc, 200 m (Gras 1873-1874) | 112 pkt. | 23      | [ 5 ]  |
| Ateny 1906 | Pistolet dowolny, 25 m                                       | 236 pkt. | 7       | [ 6 ]  |
| Ateny 1906 | Pistolet dowolny, 50 m                                       | 185 pkt. | 16      | [ 7 ]  |
| Ateny 1906 | Pistolet pojedynkowy, 20 m                                   | 209 pkt. | 9       | [ 8 ]  |
| Ateny 1906 | Pistolet pojedynkowy, 25 m                                   | 95 pkt.  | 11      | [ 9 ]  |
| Ateny 1906 | Rewolwer wojskowy, 20 m                                      | 222 pkt. | 15      | [ 10 ] |
| Ateny 1906 | Rewolwer wojskowy, 20 m (Gras 1873–1874)                     | 215 pkt. |         | [ 2 ]  |